# Туйсарвандан
Туйсарвандан (перс. تويسراوندان) — село в Ірані, у дегестані Ховме, в Центральному бахші, шагрестані Решт остану Ґілян. За даними перепису 2006 року, його населення становило 1073 особи, що проживали у складі 299 сімей.

## Клімат
Середня річна температура становить 14,58°C, середня максимальна – 28,31°C, а середня мінімальна – -0,70°C. Середня річна кількість опадів – 1205 мм.
| Клімат поселення                              | Клімат поселення | Клімат поселення | Клімат поселення | Клімат поселення | Клімат поселення | Клімат поселення | Клімат поселення | Клімат поселення | Клімат поселення | Клімат поселення | Клімат поселення | Клімат поселення | Клімат поселення |
| Показник                                      | Січ.             | Лют.             | Бер.             | Квіт.            | Трав.            | Черв.            | Лип.             | Серп.            | Вер.             | Жовт.            | Лист.            | Груд.            |                  |
| Середній максимум, °C                         | 8,56             | 9,41             | 12,59            | 18,83            | 22,74            | 26,48            | 28,06            | 28,31            | 25,35            | 20,87            | 16,02            | 11,64            |                  |
| Середня температура, °C                       | 3,94             | 4,78             | 7,97             | 14,19            | 18,10            | 21,86            | 23,72            | 23,96            | 21,01            | 16,50            | 11,67            | 7,29             |                  |
| Середній мінімум, °C                          | −0,7             | 0,15             | 3,33             | 9,57             | 13,47            | 17,23            | 19,37            | 19,62            | 16,67            | 12,15            | 7,32             | 2,94             |                  |
| Норма опадів, мм                              | 127              | 102              | 89               | 51               | 47               | 32               | 31               | 62               | 130              | 198              | 179              | 157              |                  |
| Середньомісячна швидкість вітру, м/с          | 2.27             | 2.40             | 2.40             | 2.30             | 2.30             | 2.46             | 2.60             | 2.25             | 2.09             | 2.09             | 1.99             | 2.01             |                  |
| Середньомісячна сонячна радіація, кДж/м²·день | 6811             | 8939             | 10969            | 15575            | 19857            | 21802            | 22460            | 19022            | 15655            | 10773            | 8550             | 6582             |                  |
| --------------------------------------------- | ---------------- | ---------------- | ---------------- | ---------------- | ---------------- | ---------------- | ---------------- | ---------------- | ---------------- | ---------------- | ---------------- | ---------------- | ---------------- |
| Джерело:                                      |                  |                  |                  |                  |                  |                  |                  |                  |                  |                  |                  |                  |                  |